# Becsületes tolvaj
A Becsületes tolvaj (eredeti cím: Honest Thief) 2020-ban bemutatott amerikai akció-thrillerfilmet Mark Williams rendezte, valamint Williams és Steve Allrich írta. A főszereplők Liam Neeson, Kate Walsh, Jai Courtney, Jeffrey Donovan, Anthony Ramos és Robert Patrick.
A Becsületes tolvajt az Amerikai Egyesült Államokban 2020. október 16-án mutatta be a Open Road Films és a Briarcliff Entertainment IMAX-ben, Magyarországon egy héttel hamarabb szinkronizálva, október 8-án a Vertigo Média Kft.
A film általánosságban vegyes értékeléseket kapott a kritikusoktól, akik dicsérték Neeson teljesítményét, viszont megjegyezték, hogy a történet ismerős.

## Rövid történet
Egy bankrabló szeretné feladni magát, és visszaadni a bankrablásokból származó 9 millió dollárt, mert szeretne becsületes életet kezdeni a barátnőjével. Azonban egy korrupt FBI-ügynök inkább zsebre tenné a pénzt, és a gyilkosságoktól sem riad vissza. A gyanút a bankrablóra tereli, akinek menekülnie kell és a barátnője élete is veszélybe kerül.

## Cselekmény
Tom Carter (Liam Neeson), az amerikai tengerészgyalogság korábbi robbantási szakértője hét államban összesen tizenkét bankot rabolt ki, és több mint 9 millió dollár készpénzzel rendelkezik. Úgy dönt, feladja magát, mert megismerkedett egy nővel, Annie-vel (Kate Walsh), és már nem akar tovább hazudni neki a múltjáról. Tom felhívja az FBI-t, és közli velük, hogy az összes ellopott készpénzt átadja egy enyhített büntetés fejében.
Hall (Anthony Ramos) és Nivens (Jai Courtney) különleges ügynökök kapják meg az ügyet, és bár eleinte úgy gondolják, hogy téves infóról lehet szó, de meglátogatják Tomot, hogy megnézzék a készpénzt, mint bizonyítékot, hogy tényleg ő a régóta keresett bankrabló.
Amikor meglátják a Tom által megadott raktárban az elrejtett pénzt rejtő papírdobozokat, Nivens rábeszéli a társát, hogy tegyék el maguknak a pénzt, és mondják azt a főnöküknek, Tom csak kitalálta, hogy ő volt a rabló.
Hall és Nivens a csomagok kipakolása közben találkoztak Tom barátnőjével, aki a raktározást végző cégnél dolgozik, ezért a biztonsági kamera felvételén látja, hogy mi történik, és rákérdez, hogy Tom ismerősei-e. Ők azt mondják, hogy igen, Tom költözni készül. Azt nem mondják meg, hogy ők FBI-ügynökök.
Amikor visszamennek a szállodai szobába, Tom rájön, hogy fel akarják ültetni, ezért megemlíti, hogy az csak 3 millió dollár volt, amit megtaláltak, és megkérdezi, érdekli-e őket a teljes összeg. Erre Nivens fegyvert szegez Tomra, hogy árulja el a többi 6 milliót hol rejtette el.
Ekkor az FBI vezető ügynöke, Baker (Robert Patrick) jelenik meg az ajtóban. Beengedik, viszont amint felismeri a helyzetet, Nivens lelövi. Tom rátámad Nivensre, akivel dulakodás közben kiesnek az ablakon. Tomnak menekülnie kell. Tisztában van vele, hogy a gyilkosságot rá fogják varrni.
Nivens visszamegy a raktárakhoz és rátámad Annie-re, hogy adja át a felvételt tartalmazó memóriakártyát, a nő azonban ezt megtagadja, és egy ollót szúr a férfi combjába, aki erre brutálisan rátámad. Ott hagyják a nőt a földön, mert azt gondolják, hogy meghalt. Tom megérkezik és kórházba viszi a nőt, aki viszonylag hamar felépül, ezért Tom elviszi a kórházból, ahol tudja, hogy nem lenne biztonságban.
Tom úgy dönt, a korrupt ügynökök nyomába ered, hogy bevallassa velük a gyilkosságot, őt pedig ártatlannak nyilvánítsák. Nivens házát figyelmeztetésül felrobbantja, de előtte szól neki, hogy hagyja el a házat.
Nivens egy „védett házba” menekül, ahol korábban a 3 milliót elhelyezték, és felhívja Hall-t, hogy jöjjön oda.
Tom megtalálja Hall-t is, és túszként maga előtt tartva bemennek a házba, ahol Nivens tartózkodik. Nivens és Hall heves vitába keverednek, mivel Hall már nem akar részt venni Nivens terveiben. Verekedés közben Nivens orvul több lövéssel végez vele, majd elmenekül.
Tom felhívja telefonon és közli vele, hogy a kocsijában egy bombát helyezett el, amit csak tűzszerészek tudnak hatástalanítani. Nivens pánikba esik, nem mer tovább menni az autóval, megvárja a tűzszerészeket, akik közlik, hogy nincs robbanószer a kocsiban.
Tom közben elküld egy diktafont egy harmadik FBI-ügynöknek, ami a Nivens és Hall közötti vitát tartalmazza és amin a lövések is hallhatók.
Nivenst letartóztatják, miután a kocsijában ott van a 3 millió dollárt tartalmazó táska.

## Szereplők
| Szerep                                                          | Színész              | Magyar hang   |
| --------------------------------------------------------------- | -------------------- | ------------- |
| Tom Carter, öregedő tolvaj, akit "szélvész banditának" neveznek | Liam Neeson          | Csernák János |
| Annie Sumpter, Tom szerelme                                     | Kate Walsh           | Ruttkay Laura |
| John Nivens, korrupt FBI-ügynök                                 | Jai Courtney         | Pál András    |
| Meyers ügynök                                                   | Jeffrey Donovan      | Görög László  |
| Sam Baker                                                       | Robert Patrick       | Rosta Sándor  |
| Ramon Hall, korrupt FBI-ügynök és John társa                    | Anthony Ramos        | Jéger Zsombor |
| Beth Hall                                                       | Jasmine Cephas Jones | Varga Lili    |